# Gunnar Landtman
Gunnar Landtman (ur. 1878, zm. 1940) – fiński filozof, socjolog, etnolog, antropolog. W 1910 r. prowadził badania na Papui wśród Kiwajów. Prowadził badania porównawcze religii.

## Publikacje
- The Origin of Priesthood (1905)
- The Primary Causes of Social Inequality (1909)
- Papualaisten parissa: oleskelultani Uuden Guinean alkuasukkaiden keskuudessa (1914)
- Samhällsklassernas uppkomst (1916)
- Kulturens ursprungsformer (1918)
- Finlands väg till oavhängighet (1919)
- Johdatus filosofiseen ajatteluun (Inledning till det filosofiska tänkandet, 1920)
- Immanuel Kant: hans liv och filosofi (1922)
- Naturfolkens diktning och dess betydelse (1925)
- Satumaa ja sen asukkaat: Kiwai-papualaiset Uuden-Guinean jättiläissaarella (1932)
- Det rättas värde (1937)
- The Origin of the Inequality of the Social Classes (1938)